# Athrips patockai
Athrips patockai is een vlinder uit de familie tastermotten (Gelechiidae). De wetenschappelijke naam is voor het eerst geldig gepubliceerd in 1979 door Povolny.
De soort komt voor in Europa.